# Staldgården
Staldgården i Kolding ligger øst for og ved siden af Koldinghus og er oprettet på samme tid: i 1300-tallet. De nuværende bygninger er opført i 1600-tallet og består af tre fløje og har hovedsagelig været brugt af militæret.
De første bygninger på stedet var en slags forborg til hovedborgen Koldinghus. Fra midten af 1500-tallet blev de brugt som kongens stalde, og på Christian 4.'s tid lå der kraftige, tårnlignende pavilloner i de to hjørner mod øst. De blev senere fjernet. Fra slutningen af 1600-tallet havde Staldgården øget militærtaktisk indflydelse på placering af militærets rytterregimenter.
Christian 5 havde inddelt kronens godser som centre i rytterdistrikter, hvis formål var at stille ryttere i tilfælde af krig. Frederik 4 fortsatte dette system, og i 1718 blev Staldgården hjemsted for rytteriet, først Koldinghus Rytterdistrikt og senere Det holstenske Lansenerregiment.
Under Englandskrigene 1808-1814 blev de store bygninger benyttet til opmagasinering af militært materiel. 
Koldinghus brændte natten mellem 28. og 29. marts 1808, men branden berørte ikke Staldgården.Efter ca. 200 år med heste på Staldgården sluttede det i 1923, hvor militæret stoppede sit opdræt og tilridning af heste. Bygningerne blev derefter  brugt som militærdepot og efter 2. Verdenskrig var Staldgården fra 1947 til 58 forsyningsbase for Den Danske Brigade i Tyskland.
I 2008 var Staldgården hjemsted for Luftmeldedistrikt Kolding, Hjemmeværnskompagni Kolding, Marinehjemmeværnskompagni Kolding, Flyvehjemmeværnskompagni Kolding og konserveringsværksted for museet på Koldinghus.
Fra 1. januar 2021 holder det lokalhistoriske Museum Kolding til på Staldgården. Her findes en udstilling om Kolding under besættelsen, hvor man kan bl.a. besøge Zelle II, Danmarks eneste bevarede Gestapocelle. Museum Kolding har også besøgssteder på Skamlingsbanken og i Christiansfeld.

## Gestapo påStaldgården
Gestapo beslaglagde bygningerne d. 9. oktober 1943. Staldgården var et af de fem Gestapo-hovedkvarterer: København, Odense, Aalborg, Århus og Kolding. I slutningen af krigen blev flere af dem bombet af det engelske Royal Air Force, men Staldgården gik fri. Den første Gestapo-chef var August Naujock, der virkede fra september 1943 til juni 1944, hvor han blev afløst af Thees Burfeind. Burfeind havde højere rang og var mere diplomatisk og velafbalanceret. Både Burfeind og Naujock deltog i forhørene, men Burfeind forlod for det meste lokalet, når torturen begyndte, mens Naujock tog personligt del i mishandlingerne.
Gestapo oprettede to fængselsceller; Zelle II er bevaret. På væggene ses flere af fangernes inskriptioner. Cellen er fredet og er en del af museet på Koldinghus. I efteråret 1944 var 40 beskæftiget på Staldgården og de 17 var egentlige Gestapo-folk, resten var chauffører, vagtmænd og kontorpersonale. Der var også en ti danske tolke, som ofte deltog i tortur. Ud over det faste personale var der løst tilknyttede som stikkere.
Staldgården var kendt som "Helvedes Forgård"[kilde mangler] og de, der kom ind på Staldgården, troede at de var så godt som døde. Men ingen er døde på Staldgården, flere er dog blevet så mishandlet, at de senere døde af deres kvæstelser. Naujock, Gestapo-lederen i Kolding, var en at de hårdeste og brugte alle former for tortur til at lokke svar ud af fangerne. 
Gestapo forlod i al hast Staldgården den 4. maj 1945. De forsøgte at brænde og destruere alt materiale, før de flygtede.